# Quartolet
Dans le solfège, le quartolet est une division exceptionnelle du temps, formée de quatre figures égales, et dont la fonction est de remplacer deux duolets consécutifs.

## Généralités
Le quartolet se trouve à la place de deux temps ternaires consécutifs. La figure de note choisie pour exprimer la division du quartolet (donc la note qui représente le 1/4 du quartolet), est celle qui vaut le 1/6 de sa durée totale.
Le quartolet est signalé par le chiffre « 4 ».
Au sein d'un quartolet, la noire vaut le quart d'une ronde pointée, la croche vaut le quart d'une blanche pointée, la double croche vaut le quart d'une noire pointée, etc.
On peut dire, pour résumer, que quartolet signifie quatre au lieu de six.

## Remarques
1. Il arrive parfois que le quartolet occupe un temps ternaire unique. Dans ce cas, chacune de ses figures de division vaut 1/4 de temps, et correspond à la figure qui durerait 1/6 de temps dans une division ternaire ordinaire. Par exemple, si la noire pointée est l'unité de temps, celle-ci se divise naturellement en trois croches, ou bien en un duolet de croches, qui se subdivisent à leur tour en quatre doubles croches valant chacune 1/4 de temps : ces quatre figures peuvent être indifféremment notées sous la forme d'un duolet — aux valeurs subdivisées — ou d'un quartolet.
2. La figure de note choisie pour représenter le quartolet — ainsi que les figures suivantes, quintolet, sextolet, etc. — est celle qui est la plus proche en division naturelle.
3. Le quartolet ainsi que les divisions suivantes — quintolet, sextolet, etc. — suivent les règles du triolet et du duolet en ce qui concerne le remplacement de certaines valeurs par d'autres qui leur sont supérieures ou inférieures, ou encore, en ce qui concerne leur remplacement par des silences.